# Cristilabrum monodon
Cristilabrum monodon är en snäckart som beskrevs av Alan Solem 1985. Cristilabrum monodon ingår i släktet Cristilabrum och familjen Camaenidae. IUCN kategoriserar arten globalt som sårbar. Inga underarter finns listade i Catalogue of Life.